# Charlotte Stevens
Charlotte Stevens (Chicago, 25 agosto 1902 – Los Angeles, 28 ottobre 1946) è stata un'attrice statunitense del muto.
Nella sua carriera, prese parte a quasi una trentina di film, spesso in parti da protagonista.

## Filmografia
- Your Girl and Mine: A Woman Suffrage Play, regia di Giles Warren (1914)
- The Millionaire Baby, regia di Lawrence Marston e (non accreditato) Thomas N. Heffron (1915)
- A Hickory Hick, regia di Harold Beaudine - cortometraggio (1922)
- Choose Your Weapons, regia di Al Christie - cortometraggio (1922)
- In Dutch, regia di Harold Beaudine - cortometraggio (1922)
- Second Childhood, regia di Harold Beaudine - cortometraggio (1923)
- Take Your Choice, regia di Scott Sidney - cortometraggio (1923)
- Mine to Keep, regia di Ben F. Wilson (1923)
- Ride 'Em Cowboy, regia di Al Christie - cortometraggio (1924)
- Riders Up, regia di Irving Cummings (1924)
- One Law for the Woman, regia di Dell Henderson (1924)
- The Tornado, regia di King Baggot (1924)
- The Mirage, regia di George Archainbaud (1924)
- Flying Hoofs
- Air Tight, regia di Harold Beaudine - cortometraggio (1925)
- Kit Carson Over the Great Divide, regia di Frank S. Mattison (1925)
- The Heart of a Coward, regia di Duke Worne (1926)
- The Merry Cavalier, regia di Noel M. Smith (1926)
- King of the Pack, regia di Frank Richardson (1926)
- The Enchanted Island, regia di William G. Crosby (1927)
- Mother, regia di James Leo Meehan (1927)
- Where Trails Begin, regia di Noel M. Smith (1927)
- The Coward, regia di Alfred Raboch (1927)
- The Cancelled Debt, regia di Phil Rosen (1927)
- In a Moment of Temptation, regia di Philip Carle (1927)
- Fantasy, regia di Andrew L. Stone - cortometraggio (1927)
- I cavalieri del tuono (Thunder Riders), regia di William Wyler (1928)